# Филоновка (Сосницкий район)
Филоновка (укр. Філонівка) — село в Сосницком районе Черниговской области Украины. Население 72 человека. Занимает площадь 0,35 км².
Код КОАТУУ: 7424987003. Почтовый индекс: 16142. Телефонный код: +380 4655.

## Власть
Орган местного самоуправления — Спасский сельский совет. Почтовый адрес: 16142, Черниговская обл., Сосницкий р-н, с. Спасское, ул. Придеснянская, 65.